# 정경훈 (근대5종 선수)
정경훈(鄭敬薫, 1961년 4월 27일 ~ )은 대한민국의 근대5종 선수이다.

## 생애와 경력
1983년에 대한민국 해군의 체육 부대인 "해룡"에 입단하여 선수 생활을 시작하였다. 같은 해 5월에 일본 도쿄에서 열린 세계 근대5종 선수권 아시아 지역 예선에서 개인전 4위에 올랐으며, 강석인, 안병수, 김학인과 함께 출전한 단체전에서는 일본팀의 뒤를 이어 2위에 올랐다. 이 대회를 통해 7월 서독의 바렌도르프에서 열리는 세계 선수권 대회 출전권을 획득했고, 1984년 하계 올림픽에 참가했다.